# Китайский аллигатор
Кита́йский аллига́тор (лат. Alligator sinensis) — единственный вид аллигаторов, обитающий в Азии, в бассейне реки Янцзы в Китае, один из двух ныне живущих видов аллигаторов.
Очень редкий вид, в природе осталось менее 200 особей.

## Описание
Китайские аллигаторы желтовато-серые с отчётливыми чёрными пятнами на нижней челюсти. Брюхо светло-серое. Лапы короткие, с когтями. Передние конечности лишены плавательных перепонок. Хвост длинный, массивный, является главной движущей силой в воде. Верхняя и нижняя часть тела покрыты костянистыми щитками, служащими для защиты. Имеется три пары крупных затылочных щитков. По середине тела проходит шесть продольных рядов спинных щитков. Как и у всех представителей семейства аллигаторовых, четвертый зуб на нижней челюсти не виден при закрытой пасти. Как и у кайманов, на веках имеются костяные щитки, а брюшная сторона защищена остеодермами. Последние особенности также отличают их от ближайшего родственника — американского аллигатора.
Молодые особи похожи на взрослых, но вдоль тела имеют отчётливые жёлтые полосы. В среднем на теле имеется по пять полос, на хвосте восемь. По мере роста эти полосы постепенно исчезают.
Длина самцов может достигать 2,2 м от носа до кончика хвоста, но обычно не превышает 1,5 м. Самки достигают в длину максимум до 1,7 м, в среднем около 1,4 м. Исторически сообщалось о животных длинной до 3 м, но эти отчеты не подтверждены.
Продолжительность жизни — более 50 лет.

## Распространение
В настоящее время китайский аллигатор обитает только в бассейне реки Янцзы на восточном побережье Китая (провинции Аньхой и Чжецзян). Когда-то, когда популяция этого вида была значительно многочисленнее, его ареал занимал гораздо большую территорию. Первые упоминания о китайском аллигаторе относятся к 3 тыс. до нашей эры, и в этих источниках указывались и другие районы Китая и даже Кореи. В 1998 году учёные подсчитали, что только за последние 12 лет естественный ареал китайского аллигатора сократился более чем в 10 раз.

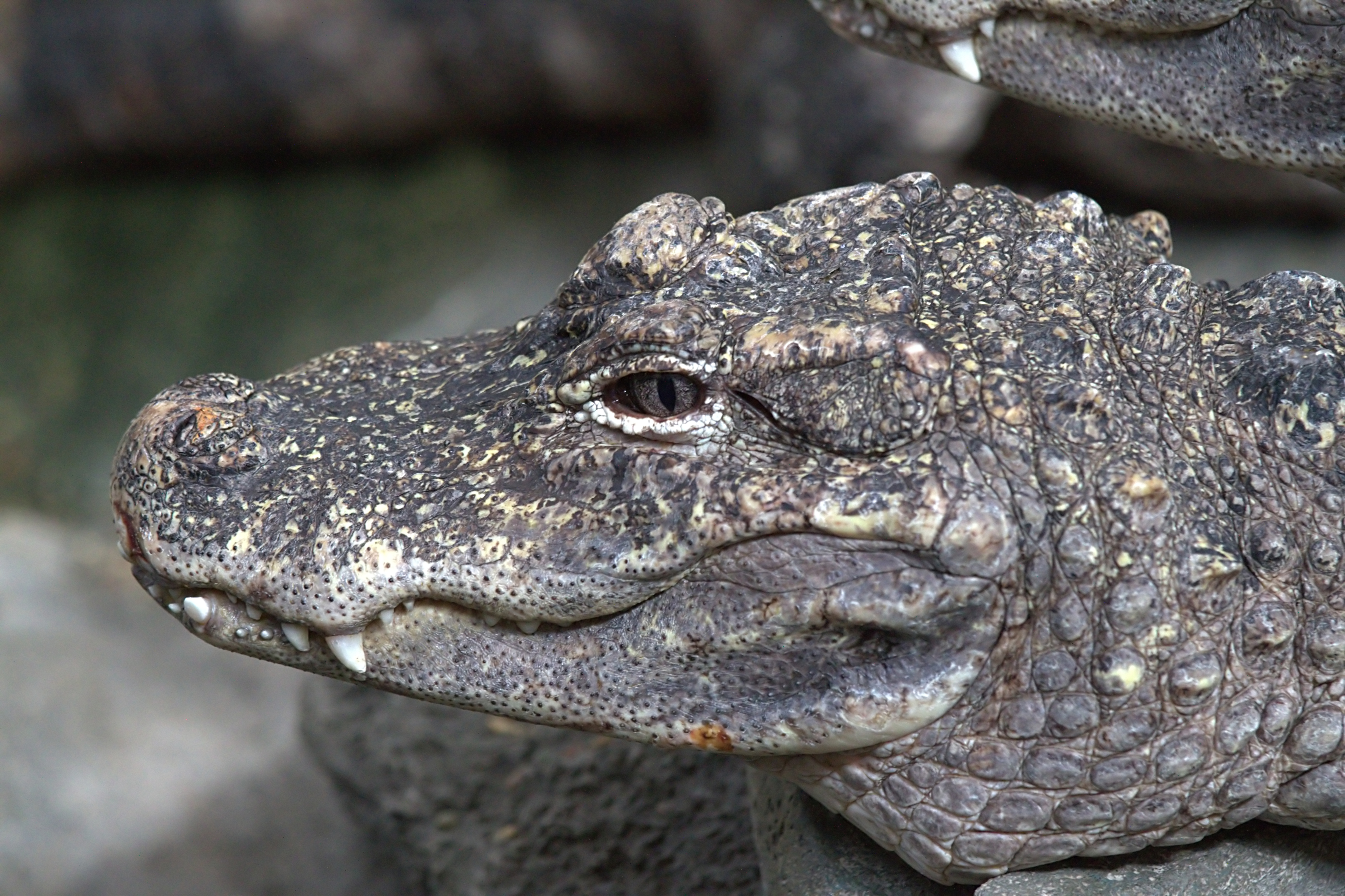
Голова животного.

Живут в субтропическом и умеренном климате, в пресных водотоках и водоёмах.

## Поведение
Ведёт чрезвычайно осторожный, скрытный полуводный образ жизни. Китайские аллигаторы впадают в спячку с поздней осени (конец октября) до ранней весны (март-апрель), когда температура воздуха достаточно низкая. На этот период вырывают норы по берегам водоёмов приблизительно 1 м глубиной, 1,5 м длиной и 0,3 м в диаметре. Норы могут также использоваться и в другое время года. Иногда норы достаточно большие, чтобы стать убежищем для нескольких аллигаторов. В апреле выходят из укрытия и греются на солнце, чтобы поднять температуру своего тела. Как только температура достигает нужного значения (в июне), переходят к обычному ночному образу жизни. Для регуляции температуры тела также используют воду: верхние прогретые слои для нагрева и тенистые участки для снижения.
Китайские аллигаторы считаются одними из самых спокойных представителей отряда крокодилов, и могут укусить человека только в целях самообороны.

## Питание
Аллигаторы являются хищниками, ведущими ночной образ жизни. Взрослые особи питаются пресноводными ракообразными, рыбой, змеями, моллюсками, лягушками, небольшими млекопитающими и водоплавающими птицами. Молодые аллигаторы употребляют в пищу насекомых и других мелких беспозвоночных. В неволе охотно едят рыбу, мышей, крыс, мясо и птиц.

## Размножение

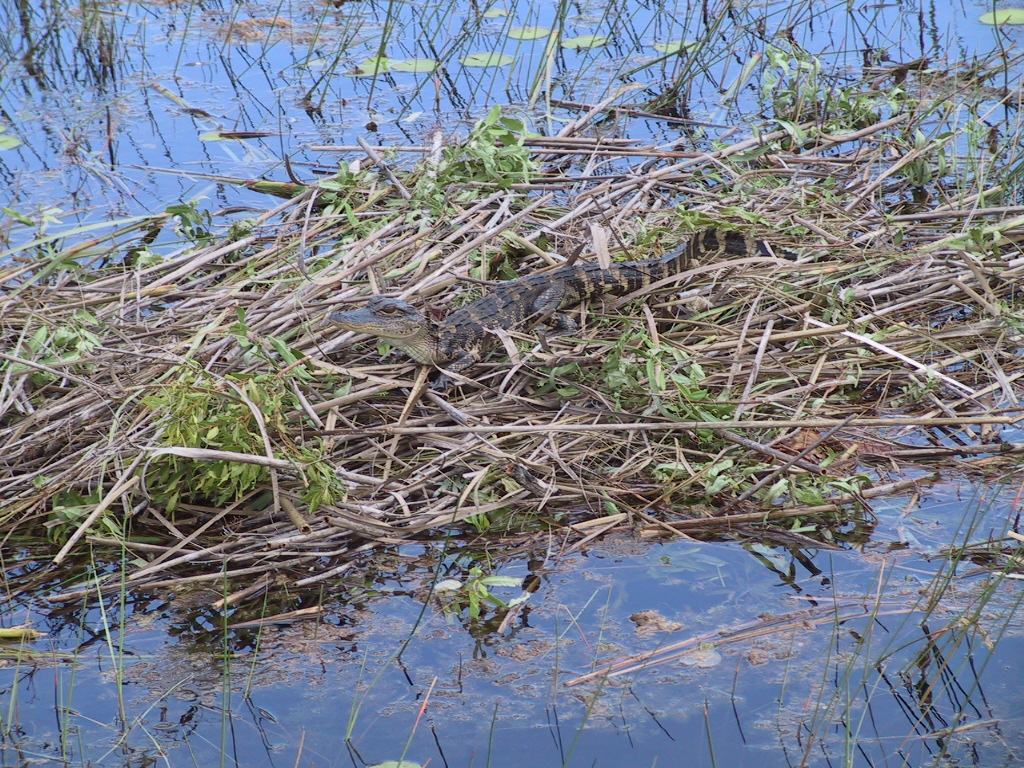
Детёныш китайского аллигатора

Брачный сезон наступает в июне, через месяц после начала сезона дождей. Как самцы, так и самки рычат в поисках партнёра. Ещё одним привлекающим манёвром служит мускусная железа под нижней челюстью, которая испускает характерный запах. Спаривание протекает в воде. Самцы полигамны — способны за сезон ухаживать за несколькими самками.
В июле самки устраивают гнездо в зарослях травы по берегам рек и озёр. Откладка яиц растягивается до середины августа. Передними и задними лапами она создаёт холмик из сухих листьев и травы примерно 1 м высотой. Гнёзда часто создаются недалеко от нор, так что мать может находиться недалеко во время инкубационного периода. Далее самка в углублении на вершине холма откладывает 10—40 яиц (максимальное число — 47) и укрывает их травой. Яйца имеют белую, твёрдую, кальцинированную скорлупу, размер в среднем 35,4 × 60,5 мм, массу 44,6 г.
Самки часто посещают гнездо и охраняют его от хищников, в то время как самцы не принимают в этом участие. Выводок появляется в сентябре (инкубационный период длится около 70 дней). Услышав пищание, самка разрывает верхний слой и переносит детёнышей вниз к воде. Она также может помочь детёнышу вылупиться, медленно катая яйцо по земле или надавливая на скорлупу. Самка остаётся вместе со своим потомством на первую зиму. Вылупившийся детеныш весит около 30 грамм при длине чуть более 21 см. В первые годы жизни темпы роста интенсивные. Половозрелости достигают в возрасте 4—5 лет.

## Угроза исчезновения и охрана
Китайский аллигатор находится под угрозой исчезновения в дикой природе в результате разрушения местообитаний и непосредственного уничтожения и включён в Международную Красную книгу. Однако, аллигатор хорошо разводится в условиях неволи и около 10000 особей существуют в зоопарках мира, центрах по разведению или частных коллекциях. В частности, несколько особей были интродуцированы на территории заповедника Rockefeller Wildlife в южной части американского штата Луизиана. Успешное разведение неоднократно достигнуто в зоопарке Шанхая, где в 1980 г. было получено 12 новорождённых аллигаторов.
Охраняется в Китае, где создан ряд заповедников.
Учитывая, что уже к 4-5 годам аллигаторы достигают половой зрелости и самки способны размножаться каждый год, репродуктивный потенциал вида очень высокий.

## В художественной литературе
Фигурирует в сатирическом памфлете китайского философа, писателя и поэта эпохи Тан Хань Юя «Молитвенное и жертвенное обращение к крокодилу».